# فمینیسم شبکه‌ای
فمینیسم شبکه‌ای (انگلیسی: Networked feminism) پدیده‌ای است که می‌توان آن را بسیج جامعه مجازی و هماهنگی فمینیست‌ها در پاسخ به اعمال تبعیض‌آمیز جنسیتی، زن‌ستیزی، نژادپرستی و سایر اعمال تبعیض‌آمیز علیه گروه‌های اقلیت توصیف کرد. این پدیده تمام تعاریف ممکن از آنچه جنبش‌های فمینیستی ممکن است متضمن آن باشد را پوشش می‌دهد، زیرا موج‌های متعددی از جنبش‌ها در تاریخ فمینیسم وجود داشته‌است و هیچ مرجع مرکزی برای کنترل آنچه اصطلاح «فمینیسم» است، وجود ندارد. ممکن است یک نفر در مورد تعریف «فمینیسم» نظر متفاوتی با دیگری داشته باشد، اما همه کسانی که به این جنبش‌ها و ایدئولوژی‌ها اعتقاد دارند، هدف یکسانی از برچیدن ساختار اجتماعی مردسالار کنونی دارند، که در آن مردان قدرت اصلی و امتیازات اجتماعی بالاتری را نسبت به زنان دارا هستند. فمینیسم شبکه‌ای توسط یک گروه زنانه ویژه رهبری نمی‌شود، بلکه تجلی توانایی فمینیست‌ها در استفاده از اینترنت برای شنیدن صداها و دیدگاه‌هایی است که بازنمایی نمی‌شوند. فمینیسم شبکه‌ای زمانی رخ می‌دهد که سایت‌های شبکه‌های اجتماعی مانند فیس‌بوک، توییتر و تامبلر به‌عنوان کاتالیزوری در ترویج برابری فمینیستی و در پاسخ به تبعیض جنسی استفاده شوند. کاربران این وب‌سایت‌های شبکه‌های اجتماعی با استفاده از ابزارهایی مانند گروه‌های ویروسی فیس‌بوک و هشتگ‌ها، پیشرفت فمینیسم را تبلیغ می‌کنند. این ابزارها برای پیشبرد برابری جنسیتی و جلب توجه کسانی که تبلیغات می‌کنند استفاده می‌شود. کار آنلاین فمینیستی موتور جدید فمینیسم معاصر است. با امکان اتصال و برقراری ارتباط در سراسر جهان از طریق اینترنت، هیچ شکل دیگری از فعالیت در تاریخ این همه افراد را گرد هم نیاورده و به آن‌ها قدرت نداده‌است تا در مورد یک موضوع منحصر به فرد اقدام کنند.